# Jangshung jezik
Jangshung jezik (ISO 639-3: jna; centralni kinnauri, jangiam, jangrami, thebarskad, thebor, thebör skadd, zangram, zhang-zhung), jedan od dvanaest kanaurskih jezika, sinotibetska porodica, kojim govori oko 1 990 ljudi (1998) u indijskim selima Morang Tahsil, Jangi, Lippa i Asrang u distriktu Kinnaur, Himachal Pradesh.
Leksički mu je najbliži shumcho [scu], 70%

## Vanjske poveznice
- Ethnologue (14th)
- Ethnologue (15th)